# Biglio
Biglio è una frazione geografica del comune italiano di Valgreghentino posta in posizione rialzata ad ovest del centro abitato. Comune autonomo fino al 1927, è attualmente una piccola frazione di agricoltori sulle pendici di un monte. Dista pochi chilometri da Dozio. Gli abitanti sono ormai pochissimi. Biglio a sua volta si divide in Biglio Inferiore e Biglio Superiore. La festa si festeggia il 1º maggio con la celebrazione della Messa nella piccola chiesa locale.

## Storia
Biglio fu un antico comune del Milanese.
Nel 1751 fu registrato come un villaggio di 100 abitanti, e nel 1786 entrò per un quinquennio a far parte della Provincia di Como, per poi cambiare continuamente i riferimenti amministrativi nel 1791, nel 1797 e nel 1798.
Portato definitivamente sotto Como nel 1801, alla proclamazione del Regno d'Italia nel 1805 risultava avere 127 abitanti. Nel 1809 il municipio fu soppresso su risultanza di un regio decreto di Napoleone che lo annesse per la prima volta a Valgreghentino, ma il Comune di Biglio fu tuttavia ripristinato con il ritorno degli austriaci. Nel 1853 risultò essere popolato ancora soltanto da 105 anime, salite appena a 121 nel 1871. La posizione defilata e collinare del villaggio ne causò il definitivo spopolamento ad inizio del XX secolo, tanto che nel 1921 si registrarono soltanto 92 residenti. Fu il regime fascista a decidere nel 1927 di sopprimere definitivamente il comune, unendolo nuovamente a Valgreghentino seguendo il precedente modello napoleonico.